# Ягуар (кола)
Вижте пояснителната страница за други значения на Ягуар.
Ягуар (на английски: Jaguar, чете се Джагуар) е престижна британска марка автомобили. До 2008 г. е дъщерна компания на концерна Форд Мотър Къмпани. От 2008 г. принадлежи на индийската компания Тата Груп.
Съществането на компанията започва през 20-те години на XX век. Тогава се нарича „Swallow Sidecar“ и произвежда кошове за мотоциклети. Тъй като това не бил доходен бизнес, компанията започва да произвежда окомплектовка за автомобила „Austin 7“.
След като през 1927 г. изпълняват голяма поръчка, компанията решава да разшири производството си и започва да произвежда окомплектовки за „Fiat 509A“, „Morris Cowley“, „Wolseley Hornet“, а скоро след това започва да проектира свои собствени модели автомобили.
Голяма популярност получават моделите „Jaguar SS90“ и „Jaguar SS100“, наречени така от основателя на фирмата Уилям Лайънс.
В средата на XX век компанията се преименува в „Jaguar“, тъй като инициалите на компанията-майка – „SS“, водели до асоциации след Втората световна война с фашисткото военно формирование СС (Шуцщафел).
По това време започва производството на „Jaguar Mk VII“, с мощност на двигателя 190 конски сили.
През 1950 година „Jaguar“ започва сътрудничество с британската компания Daimler Motor Company, която произвежда автомобили, близки по клас до „Jaguar“.
През 60-те години на ХХ век „Jaguar“ настъпва успешно на американския пазар с моделите „Jaguar XK150“ и „XK150 Roadster“, с обем на двигателя до 3,4 L.
От началото на 60-те до края на 80-те години на 20 век са произвеждани модели на сравнително висока цена, но със свръхвисоко качество на изработка.
В края на 60-те години започват да поставят 6 цилиндрови агрегати в моделите си. В началото на 70-те години се произвежда и първият 12 цилиндров модел – „Jaguar XJ12“, мощността на който била 311 к.с. От 1968 до 1983 г. били произвеждани следните модели: „Jaguar XJ8“ – седан, „XJR 4.0 Super Charged“, „Jaguar XJ“, „Jaguar XJ-S“. През 1988 г. е пуснат нов модел, станал особено популярен – „Jaguar XJ220“.
В края на 80-те години е открито подразделението „Ягуар Спорт“, ориентирано към производство на спортни автомобили. По същото време компанията става част от автомобилния гигант Форд. От 2008 г. принадлежи на индийската компания Тата Груп.
През 2000 г. Форд взимат решение да участват в Световния шампионат на Формула 1 с тим, носещ името Ягуар Рейсинг. Отборът просъществува до 2004 г., когато е продаден на Ред Бул и преименуван в Ред Бул Рейсинг.

## Галерия
- 1937 Jaguar SS 100
- Jaguar 2½-Litre Drophead Coupe 1948
- Jaguar Mark V Drophead Coupé
- Jaguar Mark V Drophead Coupé 1950
- Jaguar Mark V Saloon
- Jaguar XK120
- Jaguar XK120 Roadster
- Jaguar Saloon
- Jaguar Saloon
- Jaguar Mark VII Saloon 1955
- Jaguar XK140 Drophead Coupé 1956
- Jaguar XK150 Roadster
- 1963 Jaguar 3.4 Mk2
- Jaguar Saloon
- 1966 Jaguar E-Type (aka XKE)
- Jaguar 420G Saloon 1968
- Jaguar E-Type Fixedhead Coupé 1971
- Jaguar XJ12 Saloon 1974
- 1991 Jaguar XJR-15
- 1995 Jaguar XJ6 (Sovereign)
- Jaguar XK8